# Čabulja

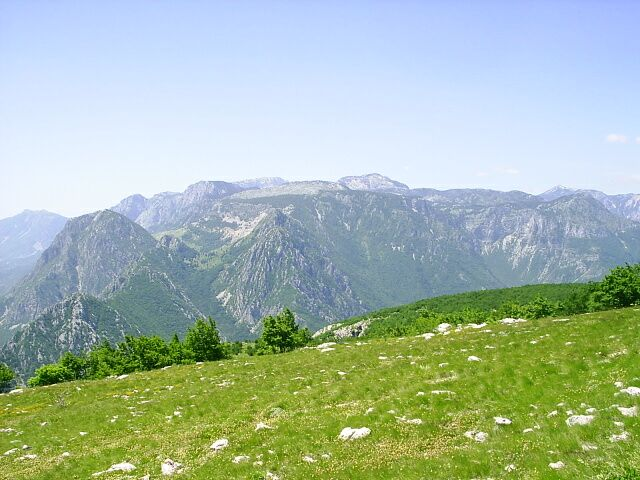
Vrcholky hor, Čabulja

Čabulja je pohoří v jižní části Bosny a Hercegoviny, v Hercegovsko-neretvanském kantonu. Je orientováno v západo-východním směru, jeho délka činí cca 25 km. Na severu ho ohraničuje pohoří Cvršnica a na východě řeka Neretva. Morfologicky nadřazeným celkem je pohoří Velež.
Nejvyšším vrcholem pohoří je Velika Vlajna, jejíž nadmořská výška činí 1776 m. Vrcholy Čabulje jsou povětšinou holé, kámen je vápencový.